# Jean Anthelme Brillat-Savarin
Jean Anthelme Brillat-Savarin ( fransk udtale: [ʒɑ̃ ɑ̃tɛlm bʁija savaʁɛ̃] ; 1. april 1755, Belley, Ain – 2. februar 1826, Paris ) var fransk advokat og politiker, der som forfatter til Physiologie du Goût opnåede berømmelse som epikurærer og gastronom : " Grimod og Brillat-Savarin grundlagde hele genren: det gastronomiske essay." 
Brillat-Savarin blev født i byen Belley i Ain, hvor Rhône-floden adskilte Frankrig fra Savoyen, i en familie af advokater. Han studerede jura, kemi og medicin i Dijon i sine tidlige år og praktiserede senere jura i sin hjemby. I 1789 ved den franske revolution blev han sendt som stedfortræder til generalstænderne, der snart blev den nationalforsamling, hvor han opnåede en vis berømmelse, især for en offentlig tale til forsvar for dødsstraffen. Hans far, Marc Anthelme, tog sit andet efternavn i 1733 efter en tante Savarin, som efterlod ham hele sin formue på betingelse af, at han tog hendes navn.
Han vendte tilbage til Belley og var valgt borgmester i et år. Under revolutionen blev der sat en dusør på hans hoved. Han søgte ly i Schweiz, først nogle slægtninge i Moudon og derefter på Hôtel du Lion d'Argent i Lausanne . Han flyttede senere til Holland og derefter til USA, hvor han opholdt sig i tre år i Boston, New York, Philadelphia og Hartford, hvor han levede af at give fransk- og violinundervisning. I en periode spillede han første violin i Park Theatre i New York City.
Han vendte tilbage til Frankrig under Direktoratet i 1797 og erhvervede den magistratpost, han havde resten af livet som dommer ved appeldomstolen, kassationsdomstolen.

Han udgav flere værker om jura og politisk økonomi. Han skrev også en erotisk novelle, Voyage à Arras. Han forblev ungkarl, men var ikke fremmed for at elske, som han regnede som den sjette sans; hans dedikation i Physiologie til sin smukke slægtning Juliette Récamier lyder:
"Frue, modtag venligt og læs overbærende en gammel mands værk. Det er en hyldest af et venskab, der stammer fra din barndom, og måske hyldesten af en mere øm følelse. . . Hvordan kan jeg fortælle det? I min alder tør en mand ikke længere udspørge sit hjerte." 
Hans berømte værk, Physiologie du goût ( Smagens fysiologi ), udkom i december 1825, to måneder før hans død. Den fulde titel er Physiologie du Goût, ou Méditations de Gastronomie Transcendante; ouvrage théorique, historique et à l'ordre du jour, dédié aux Gastronomes parisiens, par un Professeur, membre de plusieurs sociétés littéraires et savantes. Bogen har ikke været udsolgt, siden den udkom første gang kort før Brillat-Savarins død.  Dens mest bemærkelsesværdige engelske oversættelse blev udført af madskribent og kritiker MFK Fisher, som bemærkede: "Jeg holder mig selv velsignet blandt oversættere." Hendes oversættelse blev første gang udgivet i 1949.
Hans værk, selvom det ofte er ordrigt eller overdrevent – og nogle gange tvivlsomt – aforistisk og aksiomatisk, er stadig vigtigt og er gentagne gange blevet genanalyseret efter hans død. I en række meditationer, der skylder Montaignes essays meget, og som har den diskursive rytme af en tidsalder med afslappet læsning og en selvsikker jagt på uddannede fornøjelser, taler Brillat-Savarin om bordets glæder, som han betragter som en videnskab. Hans forbilleder var stylisterne fra Ancien Régime: Voltaire, Rousseau, Fénelon, Buffon, Cochin og d'Aguesseau.
De, der lider af fordøjelsesbesvær eller bliver fulde, er fuldstændig uvidende om de sande principper for at spise og drikke.

## Kulhydratfattig diæt
Brillat-Savarin betragtes ofte som faderen til lavkulhydratdiæt . Han anså sukker og hvidt mel for at være årsagen til fedme, og han foreslog i stedet proteinrige ingredienser.
Sikkert nok bliver kødædende dyr aldrig fede (se ulve, sjakaler, rovfugle, krager osv. ). Planteædende dyr bliver ikke let fede, i det mindste før alderen har reduceret dem til en tilstand af inaktivitet; men de vokser meget hurtigt, så snart de begynder at blive fodret med kartofler, korn eller enhver form for mel. . . . Den anden af hovedårsagerne til fedme er de mel- og stivelsesholdige stoffer, som mennesket fremstiller som de vigtigste ingredienser i dets daglige næring. Som vi allerede har sagt, vokser alle dyr, der lever af stivelsesholdig mad, vildt fedt, og mennesket er ingen undtagelse fra den universelle lov.
Han fremmede en kost, der undgik stivelse, korn, sukker og mel. Han anbefalede kød, rodfrugter, kål og frugt. 
Hans ry blev revitaliseret blandt moderne gastronomer i mange dele af verden pga. hans indflydelse over formand Kaga i tv-serien Iron Chef, som introducerede til millioner hans berømte aforisme: "Fortæl mig, hvad du spiser, og jeg vil fortælle dig, hvad du er."
- 'Den, der modtager venner og ikke deltager i tilberedningen af deres måltid, fortjener ikke at have venner.'
- "En dessert uden ost er en skønhed med kun ét øje."
- "Opdagelsen af en ny ret giver mere lykke til menneskeheden end opdagelsen af en ny stjerne."
- "Fortæl mig, hvad du spiser: Jeg vil fortælle dig, hvad du er."
- "En mand, der var glad for vin, blev tilbudt nogle druer til desserten efter middagen. 'Ellers tak', sagde han og skubbede tallerkenen til side, 'jeg er ikke vant til at tage min vin som piller'."
- "At modtage gæster er at tage ansvar for deres lykke i hele den tid, de er under dit tag."
- "Madlavning er en af de ældste kunstarter og en, der har givet os den vigtigste tjeneste i samfundslivet."
- "En koks mest uundværlige kvalifikation er punktlighed : det skal også være gæstens."
- "Glæden ved bordet tilhører alle aldre, alle forhold, alle lande og alle områder; den blander sig med alle andre fornøjelser og forbliver til sidst for at trøste os for deres afgang." [10]